# Ulvkälla
Ulvkälla är en tätort i Svegs distrikt (Svegs socken) i Härjedalens kommun. Antal invånare uppgick år 2010 till 456.

## Befolkningsutveckling
| Befolkningsutvecklingen i Ulvkälla 1960–2020           | Befolkningsutvecklingen i Ulvkälla 1960–2020 | Befolkningsutvecklingen i Ulvkälla 1960–2020 | Befolkningsutvecklingen i Ulvkälla 1960–2020 | Befolkningsutvecklingen i Ulvkälla 1960–2020 |
| ------------------------------------------------------ | -------------------------------------------- | -------------------------------------------- | -------------------------------------------- | -------------------------------------------- |
|                                                        |                                              |                                              |                                              |                                              |
| År                                                     |                                              |                                              | Folkmängd                                    | Areal (ha)                                   |
| 1960                                                   | 1960                                         |                                              | 302                                          |                                              |
| 1965                                                   | 1965                                         |                                              | 326                                          |                                              |
| 1970                                                   | 1970                                         |                                              | 380                                          |                                              |
| 1975                                                   | 1975                                         |                                              | 381                                          |                                              |
| 1995                                                   | 1995                                         |                                              | 475                                          | 95                                           |
| 2000                                                   | 2000                                         |                                              | 483                                          | 95                                           |
| 2005                                                   | 2005                                         |                                              | 445                                          | 95                                           |
| 2010                                                   | 2010                                         |                                              | 456                                          | 95                                           |
| 2015                                                   | 2015                                         |                                              | 420                                          | 74                                           |
| 2020                                                   | 2020                                         |                                              | 390                                          | 82                                           |
| Anm.: Sammanvuxen med Sveg 1980, utbruten ur Sveg 1995 |                                              |                                              |                                              |                                              |